# Švabska Jura
Švabska Jura (nemško Schwäbische Alb [ˈʃvɛːbɪʃə ˈʔalp], redkeje Schwäbischer Jura [ˈʃvɛːbɪʃɐ ˈjuːʁa]), včasih se imenujejo tudi Švabske Alpe, je gorovje v Baden-Württemberg v Nemčiji, ki se razteza 220 km od jugozahoda proti severovzhodu in meri v širino od 40 do 70 km. Ime je dobilo po regiji Švabska.
Švabska Jura zavzema območje, ki ga na jugovzhodu omejujeta Donava in na severozahodu zgornji Neckar. Na jugozahodu se dviga do višjih gora Schwarzwalda. Najvišja gora regije je Lemberg (1015 m). Profil območja spominja na visoko planoto, ki se proti jugovzhodu počasi niža. Severozahodni rob je strma pečina (imenovana Albtrauf ali Albanstieg, ki se dviga 400 m, pokrita z gozdovi), vrh pa je raven ali rahlo valovit.
V gospodarskem in kulturnem smislu Švabska Jura vključuje regije tik okoli gorovja. Je priljubljeno rekreacijsko območje. Celotno območje Schwäbische Alb je Unescov globalni geopark, ki pokriva 6.688 km²; leta 2002 je bil v Nemčiji imenovan za nacionalni geopark, leta 2004 pa je postal član Evropske mreže geoparkov; leta 2015 je bil vključen v novoustanovljeno shemo Unescovih globalnih geoparkov. V osrednjem delu obsega 852,69 km² biosfernega rezervata.

## Lega
Švabska Jura po nemških standardih ni gosto poseljena. Večina večjih mest je zunaj regije, čeprav se pogosto štejejo za njen del. Ta mesta imajo pogosto najvišje najemnine v Nemčiji, medtem ko je zemljišče na sami planoti poceni (po južnonemških standardih). Številna imena mest se končajo na -ingen. Bilo je več vojaških poligonov, nekatere so uporabljale tudi čete Nata. Na poligonu Münsingen, ki obstaja že več kot 100 let, nastaja biosferni rezervat. Regija ima več večjih in veliko manjših naravnih rezervatov.

### Pomembna mesta
Na planoti
- Engstingen
- Münsingen

V dolinah
- Albstadt
- Gammertingen
- Heidenheim (severovzhodna meja)
- Sigmaringen

V predgorju
- Bad Urach
- Balingen
- Göppingen
- Hechingen (pri severozahodni pečini)
- Reutlingen (imenovan »Vrata v Švabsko Juro«)
- Rottweil (najstarejše mesto v Baden-Württembergu)
- Tübingen (Univerzitetno mesto)
- Ulm (jugovzhodna meja)

Mesta v predgorju Švabske Jure ji uradno ne pripadajo.

## Geologija
Geologija Švabske Jure je večinoma apnenec, ki je oblikoval morsko dno v obdobju jure. Morje se je umaknilo pred 50 milijoni let. Tri plasti različnih apnencev so zložene ena nad drugo, da tvorijo pogorje: črna jura, rjava jura in bela jura. Bela jura je lahko čista kot 99 % kalcijevega karbonata. Ker je apnenec topen v vodi, dež pronica skozi razpoke povsod in tvori podzemne reke, ki tečejo skozi velik sistem jam, dokler ne izstopijo. Tako na planoti skorajda ni rek, jezer ali drugih površinskih vod.
Ponekod je nekdanja vulkanska dejavnost pustila sledi, kot so maari in hribi. Na zahodu Zollerngraben (geološka depresija v tektonsko aktivnem območju) včasih povzroča blage potrese. Nördlinger Ries je velik meteoritni krater (star 15 milijonov let).
Terciarne relikte najdemo v južnem delu Švabske Jure. Na območju Ulma so znane lokacije (npr. Turritellenplatte v Ermingenu).
Nenehni dež in drugi vremenski vplivi počasi raztapljajo celotno pogorje. Vsako leto se umakne za približno 2 mm. Pred nekaj milijoni let so gore segale vse do Stuttgarta. Ponekod je bil apnenec bolj odporen proti razpadanju, zato so zaradi umika glavne verige ostale majhne gore (imenovane "Zeugenberge" – »gore priče«; npr. Achalm ali Hohenstaufen), ki pričajo o nekdanjem obsegu. Vseprisotne jame so odlične turistične točke, lepe in brez velike gneče. Najdemo jih lahko veliko različnih vrst, od suhih kamnitih jam do jam, v katere je mogoče vstopiti le s čolnom. Včasih je lahko spektakularen tudi izpust vode iz podzemnih rek, npr. Blautopf, izvir za pritok Donave. Tudi zaradi poroznega apnenca Donava pri Immendingenu skoraj izgine (v letih 1911, 1921, 1928 in 1943 je popolnoma izginila), da bi se spet pojavila nekaj kilometrov niže. Večina vode, ki jo je Donava izgubila, se ponovno pojavi v Aachtopfu, izviru pritoka Rena.
Tla niso zelo rodovitna, humus je pogosto tanek do 10 cm. Na površini najdemo veliko majhnih apnenčastih kamenčkov.

## Pokrajina
Velik del Švabske Jure sestavljajo položni do zmerni griči, pogosto pokriti z gozdom ali posekani za manjše kmetijstvo. Tradicionalna pokrajina so bila travnata polja z brinovim grmovjem. Danes je to postal razmeroma redek prizor. Vendar je na določenih mestih zaščitena s strani vlade Baden-Württemberga.
Najvišje nadmorske višine dosežejo nekaj več kot 1000 metrov. Vsi so v jugozahodnem delu Jure, v regiji Großer Heuberg.
- Lemberg (1015 metrov), najvišja točka švabske Jure)
- Oberhohenberg (1011 metrov)
- Hochberg (1009 metrov)
- Wandbühl (1007 metrov)
- Rainen (1006 metrov)
- Montschenloch (1004 metrov)
- Plettenberg (1002 metra)
- Bol (1002 metra)
- Hochwald (1002 metra)
- Hummelsberg (1002 metra)
- Kehlen (1001 meter)
- Schafberg (1000 metrov).

## Fosili
Fosile najdemo povsod v Švabski Juri. Tu so našli veliko velikih in pomembnih fosilov. V Holzmadnu, zunaj Weilheima unter Teck, je majhen zasebni muzej, imenovan Urwelt-Museum Hauff, obiskovalcem priložnost, da iščejo fosile v nahajališčih skrilavca. Urwelt-Museum Hauff hrani največjo kolonijo okamnelih crinoidov (morske lilije) na svetu z velikostjo 18 m × 6 m in starostjo približno 180 milijonov let.

## Zgodovina in kultura

### Prazgodovina
V številnih jamah (vključno z Vogelherd, Hohlenstein-Stadel, Geißenklösterle in Hohle Fels), ki so vse le nekaj kilometrov narazen, so bili najdeni nekateri najstarejši znaki človeških artefaktov. Najbolj znani so: mamut, konjska glava, vodna ptica in dva kipa človeka leva, vsi presenetljive kakovosti in vsi stari več kot 30.000 let. Tu so našli tudi najstarejša znana glasbila: piščali iz kosti labodov in beloglavih jastrebov, stare približno 35.000 let, in leta 2004 piščal, izklesano iz okla mamuta iz ledene dobe, iz okoli pred 37.000 leti in najstarejši prikaz človeškega telesa, Venera iz Hohle Felsa.

### Rimsko cesarstvo
Ta regija, ki je bila južno od limesa, je bila del Rimskega cesarstva od približno 1. do 3. stoletja našega štetja.
Ob reki Neckar in čez planoto je potekala rimska cesta. V Hechingen-Steinu so v 1970-ih odkrili rimsko postojanko ob tej cesti, ki je bila spremenjena v muzej na prostem. Limes dejansko seka čez planoto pri Aalenu, ki je dobila ime po prvotni rimski konjeniški postojanki ali alae (krilo) na obrobju sodobnega mesta. Tudi tu se izkopavajo rimske ruševine in muzej je odprt za javnost od poznih 1980-ih.

### Tradicionalno življenje
Življenje v Švabski Juri je bilo izjemno težko. Zaradi pomanjkanja vode in slabe kakovosti tal je bila regija zaostala. V mnogih vaseh je bila za prinašanje vode potrebna dolga pot s konjem. Ker je bilo treba vodo pogosto skladiščiti dlje časa, je pogosto zastajala. Tako je bila dezinfekcija z alkoholom zelo priljubljena: Most (jabolčnik) so mešali z vodo in jo dajali celo dojenčkom. V poznih 80. letih 19. stoletja je bil zgrajen sodoben vodovod (za svoj čas izjemen), kar je olajšalo situacijo.

### Jezik
Domačini na območjih govorijo izrazito nemško narečje, znano kot švabska nemščina, ki se razlikuje celo po Juri in je težko razumljiva govorcem standardne nemščine. Narečje na vrhu planote (nemško Albschwäbisch) je izrazito drugačno in močnejše od celo najširšega švabskega nižinskega območja. Po vsej švabski regiji je veliko besednih zvez in slovnica zelo lokalizirana, celo do ravni vasi; vendar je za švabsko narečje v visokogorju značilna spevna melodija, nekatere glagolske oblike pa se razlikujejo tudi od knjižne nemščine, ampak tudi od ostalih švabskih. V prejšnjih časih so govorili tudi jidiš, pleißne ali Rotwelsch in romsko. Pleißne so govorili kramarji, ki so prodajali predmete, kot so košare, ščetke in biči, in pripada Rotwelschu. Uporabljena je bila kot koda.

### Navade
Švabsko-alemanski karneval je pomembna tradicija v mnogih vaseh, imenovani različno Fastnacht, Fasnacht, Fasnet ali Fasching. Posebnega kulturnega pomena je praznovanje Fasneta v Rottweilu. Za alemansko tradicijo so značilne čarovnice in gozdni ali vodi duhovi, ki običajno označujejo zimo ali naravne sile, ki prihajajo, da preženejo zimo. Pogosto trdijo, da so bile različne vloge opredeljene že v predkrščanskih časih in tukaj se natančne tradicije razlikujejo od vasi do vasi, kar ustvarja fantastično raznolikost junakov, zlikovcev ter dobrih in zlobnih bitij. Pogosto se tudi zgodi, da če se je v enem mestu ohranila močna tradicija praznovanja Fasneta, sosednje mesto skoraj ne bo imelo tradicije. To je v mnogih primerih povezano s posledicami protestantske reformacije in kasnejšim vplivom kalvinističnih pietistov, ki so bolj ali manj strogo nasprotovali takšnemu lahkomiselnemu - celo poganskemu - obnašanju. Katoliške regije imajo še danes močnejšo tradicijo Fasneta. Praznovanje švabskega Fasneta ima tako ali tako malo ali nič skupnega s sočasnimi proslavami ob Srednjem Renu, ki so po Nemčiji dobro znane, saj jih vsako leto predvajajo po televiziji. Za razliko od svojih sosedov na severozahodu naj bi Švabi na Rožni ponedeljek in Debeli torek hodili v službo kot običajno.

## Industrija
Ker vzreja poljščin ni bila lahka, je bila reja ovac priljubljena. To je prineslo razvoj močne tekstilne industrije. V 1950-ih je bil Reutlingen nemško mesto z največjim številom milijonarjev, dokler jih ni zadel tudi upad nemške tekstilne industrije. Kljub temu je mogoče najti veliko visokokakovostnih tekstilnih podjetij, kot so Hugo Boss, Merz b. Schwanen, Trigema, Reusch, Groz-Beckert in drugi (mesto Metzingen je splošno znano kot »luksuzno outlet mesto«, saj ljudje iz vse Evrope prihajajo kupovati draga oblačila ceneje).
Iz tega sta se razvila strojegradnja in napredni inženiring. Z izumom avtomobilov in ustanovitvijo Daimler-Benza v bližini se je razvila avtomobilska industrija, kasneje pa tudi elektronska in računalniška industrija. Regija "Neckar-Alb" je tretja največja industrijska cona v Nemčiji in najbolj stabilna. Najbolj znano podjetje je še vedno Daimler-Benz, danes znan preprosto kot Daimler AG, ki mu sledi Robert Bosch.
Regija ima enega najvišjih razmerij med številom patentov in številom prebivalcev na svetu. Številni izdelki sodijo v visokotehnološko kategorijo. Prevladuje sektor malih in srednjih podjetij (100-5000 zaposlenih). Morda je zaradi tega stopnja brezposelnosti nizka. Na splošno so izdelki dragi, vendar tekmujejo z visoko kakovostjo. Več okrožij je prepoznanih kot posebno privlačnih za poslovanje, npr. Reutlingen kot mesto v Nemčiji, kjer je najlažje odpreti novo podjetje. Izobraževalni viri so na visoki ravni. Šole in univerze v regiji so na najvišji lestvici v Nemčiji. Švabska Jura in sosednja regija sta se v zadnjih 150 letih razvila iz ene najrevnejših regij Nemčije v eno najbogatejših.

## Podnebje
Pozimi pogosto sneži. Smučanje je priljubljeno (čeprav hribi niso strmi ali visoki) in najdete številna manjša letovišča. Pogosto je vetrovno in nekoliko hladneje kot v preostali Nemčiji. Zaradi posebne mikroklime je majhna vremenska postaja blizu mesta Stetten am kalten Markt znana kot »najhladnejša točka v Nemčiji«.

## Turistične znamenitosti
Veliko je gradov, samostanov, cerkva, ruševin in starih mest. Tukaj je majhen izbor.

### Gradovi
- Grad Hohenzollern
- Grad Lichtenstein
- Grad Sigmaringen
- Grad Hohenneuffen
- grad Hohenstaufen (ruševine)
- Grad Hellenstein
- Grad Teck (ruševine)
- Grad Hohenrechberg (ruševine)

### Cerkve in samostani
- Samostan Zwiefalten
- Glavna cerkev v Ulmu (najvišji cerkveni zvonik na svetu)
- Samostan Beuron

### Jame
- Nebelhöhle (meglena jama)
- Bärenhöhle (medvedja jama)
- Blauhöhle

### Mesta
- Blaubeuren
- Tübingen
- Heidenheim
- Bad Urach

### Drugo
- Blautopf
- Donauversickerung (Donava izginja)
- Nusplingen (lov na fosile)
- gozd Schäfbuch (48,3°S, 9,35°E)
- Wental, rekreacijski rezervat v bližini Bartholomäja

Dober način za turiste, da spoznajo Švabsko Juro, je potovanje po Schwäbische Albstraße, »nacionalni razgledni cesti«, ki vodi od Tuttlingena ali Trossingena do Nördlingena ali Aalena.

## Kuhinja
- Brenntar je bil švabsko osnovno živilo, ki je bilo še posebej opazno v Švabski Juri in v Allgäu. Narejen je iz posebej pražene moke, imenovane Musmehl.
- Alb-Leisa, tradicionalne sorte leče te regije.

## Terminologija
Nemško ime Jura (povezan z juro) izvira iz gorovja Jura, katerega geografsko del sta švabska in frankovska planota. V nemščini, vsaj zunaj geoloških krogov, se namesto Jura skoraj povsod uporablja beseda Alb. Izvor besede je negotov. Ena od teorij je, da izhaja iz latinskega albus (bel). Druga je, da izvira iz predindoevropske besede albhros (hrib). Povezana je z nemškimi besedami Alpe, Alm ali Alp (iz starovisokonemške alpâ), kar pomeni gorski pašnik. Beseda Alb deluje kot lasten samostalnik, ki se bolj ali manj nanaša izključno na Švabsko in Frankovsko Juro (nemško: Fränkische Alb) in kot taka nima neposrednega prevoda v večino drugih jezikov. Morda zaradi tega Schwäbische Alb včasih prevajajo kot 'Švabske Alpe' in se tako izognejo manj znanemu imenu Jura. Vendar območje ni del Alp (kljub svoji bližini), niti ni nikoli omenjeno kot tako v nemščini, saj so Alpe v nemščini die Alpen (množina).